# Brzóski-Tatary
Brzóski-Tatary – wieś w Polsce położona w województwie podlaskim, w powiecie wysokomazowieckim, w gminie Wysokie Mazowieckie.
Zaścianek szlachecki Tatary należący do okolicy zaściankowej Brzoski położony był w drugiej połowie XVII wieku w powiecie brańskim ziemi bielskiej województwa podlaskiego. W latach 1975–1998 miejscowość administracyjnie należała do województwa łomżyńskiego.
Wierni kościoła rzymskokatolickiego należą do parafii św. Apostołów Piotra i Pawła w Wysokiem Mazowieckiem.

## Historia
Miejscowość wzmiankowana w roku 1624. Brzóski Tatary wymienione w spisie podatkowym z 1676 r.
W pobliżu kilka innych wsi o nazwie Brzóski, różniących się drugim członem nazwy. W XIX w. tworzyły okolicę szlachecką Brzóski. W jej obrębie znajdowały się: Brzóski-Gromki, Brzóski-Falki, Brzóski-Tatary, Brzóski-Gawrony i Brzóski-Brzezińskie. Zygmunt Gloger wymienia również Brzóski-Jakubowięta, Brzóski-Markowięta, Brzóski-Stanisławięta. Dwie ostatnie zmieniły nazwę na Brzóski-Markowizna i Brzóski-Stankowizna. Okolica ta była gniazdem rodu Brzosków.
W roku 1827 w miejscowości 17 domów i 129 mieszkańców. Pod koniec wieku XIX wieś należała do powiatu wysokomazowieckiego, Gmina Szepietowo, parafia Wysokie Mazowieckie. W 1891 r. we wsi 22 drobnoszlacheckich gospodarzy. Średnie gospodarstwo miało powierzchnię 6,4 ha.
W 1921 r. w Brzoskach-Tatarach naliczono 28 budynków z przeznaczeniem mieszkalnym i 204 mieszkańców (106 mężczyzn i 98 kobiet). Wszyscy podali narodowość polską. Wyznanie rzymskokatolickie zgłosiło 175 osób, a mojżeszowe 29.
Od 1954 r. wieś należała do gromady Brzóski Stare. W 1973 r. została włączona do gminy Wysokie Mazowieckie.

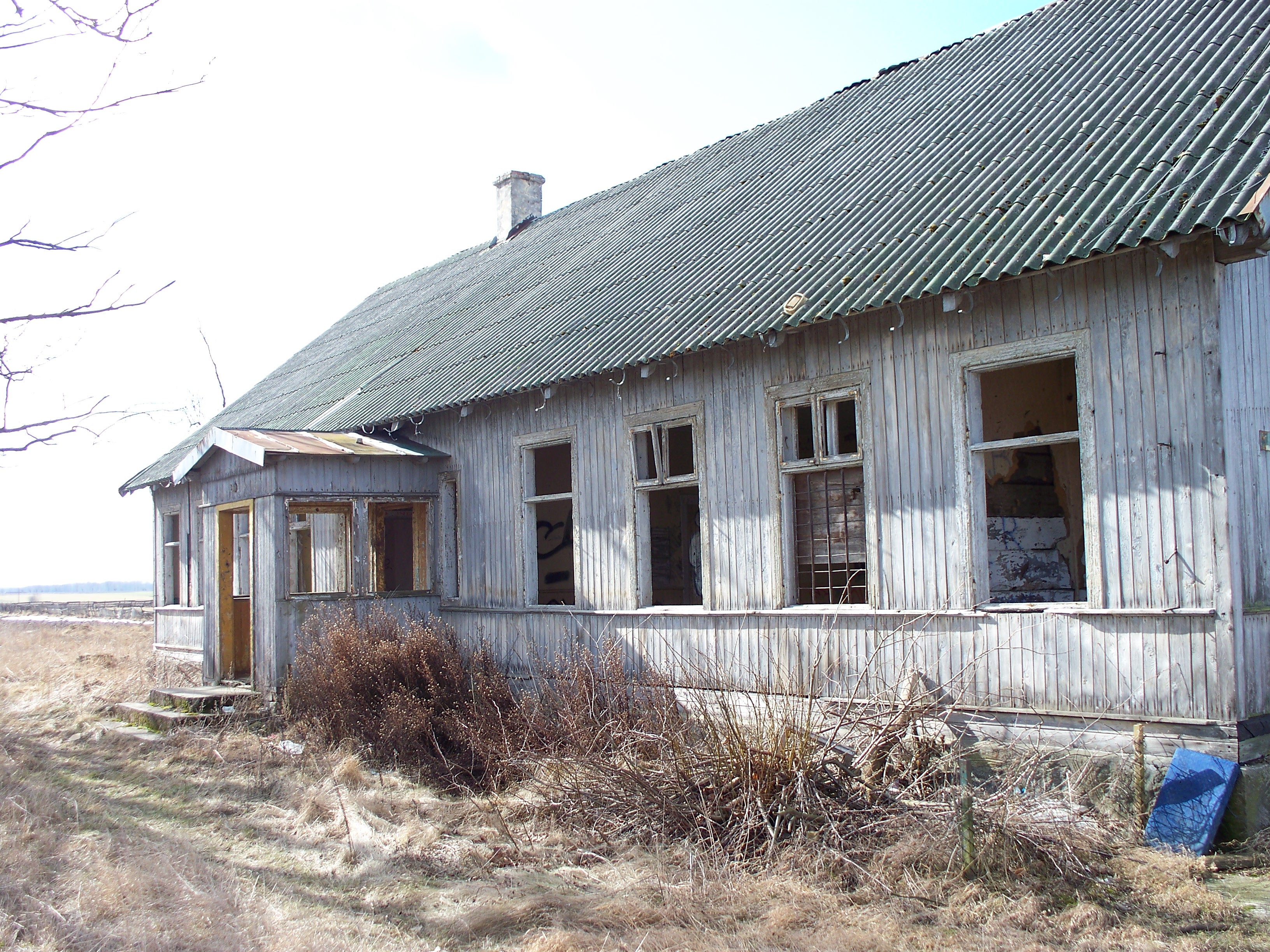
Budynek dawnej szkoły z 1922 roku.

### Szkoła
W 1922 roku 1. klasowa szkoła powszechna, liczyła 81 uczniów. Od 1923 2. klasowa i liczyła 117 uczniów, w 1924-91, 1925-95, 1928-84, 1930-97 uczniów.
Nauczyciele: 1925 - Stecewiczówna Janina, 1929-1934 Hiter Anna, Hiter Jan, 1935 - Kiczkówna Salomea, 1941 - Dziedowiec Józef.

## Obiekty zabytkowe
- cmentarz wojenny żołnierzy niemieckich z I wojny światowej[13]
- szkoła, drewniana - lata 20. XX w.[14].